# 种谔
种谔（1017年—1083年），字子正，洛阳人，北宋大将。
北宋名将种世衡第五子，世代守宋夏边境。
以父亲的荫蔽入官，升到左藏库副使（从七品武官阶），延帅（鄜延路安抚使）陆诜推荐种諤任青涧城（城为设在军事要地军民统管的县级行政区）知城，青涧城本来是其父种世衡顶着巨大军事压力抢筑并担负首任知城，种諤算是继承了其父种世衡的衣钵。种諤熟悉边情，性格猛烈骁勇，善于驭士卒，临敌善于出奇，每战必胜，屡建战功。宋英宗治平四年（1067年）十月，种谔年龄已经四十一岁，招降了绥州嵬名山部落，得酋领三百，户万五千，宋军未伤一兵一卒，就收复了陕北重镇绥州。
历任鄜延路都钤辖，后迁礼宾副使（从七品武官阶）、知岷州（实际差遣）。迁东上閤门使（正六品横班武官阶）、文州刺史（正任官武官阶）、知泾州，徒鄜延路副总管。
宋神宗元丰四年（1081年），主张再次讨伐西夏，上书朝廷雪“灵州丧师”之耻。神宗“帝壮之，决意西讨，以为经略安抚副使，诸将悉听节制”。诏令熙河路、鄜延路、环庆路、泾原路、河东路等五路宋军进攻西夏。九月二十九日，种谔率兵出绥德城，进攻米脂，三日未能攻下。西夏派出八万军队前来援救。种谔在米脂城外无定河边埋下伏兵伏击，断其首尾，大破敌兵。
宋军永乐城之战時，种谔在延州，不願前往相救，以致宋軍全軍覆沒，“議者謂諤不死，邊事不已。”后任知延州。疽发于背，死于延州，终年66岁。种谔生性殘忍，“左右有犯立斬，或先刳肺肝，坐者掩面，諤飲食自若。”
种為其姓氏，正體字即為「种」，音读ㄔㄨㄥ，二声。不可誤植為「種」。